# Saint-Étienne-de-Puycorbier
Saint-Étienne-de-Puycorbier is een gemeente in het Franse departement Dordogne (regio Nouvelle-Aquitaine) en telt 102 inwoners (2009). De plaats maakt deel uit van het arrondissement Périgueux.

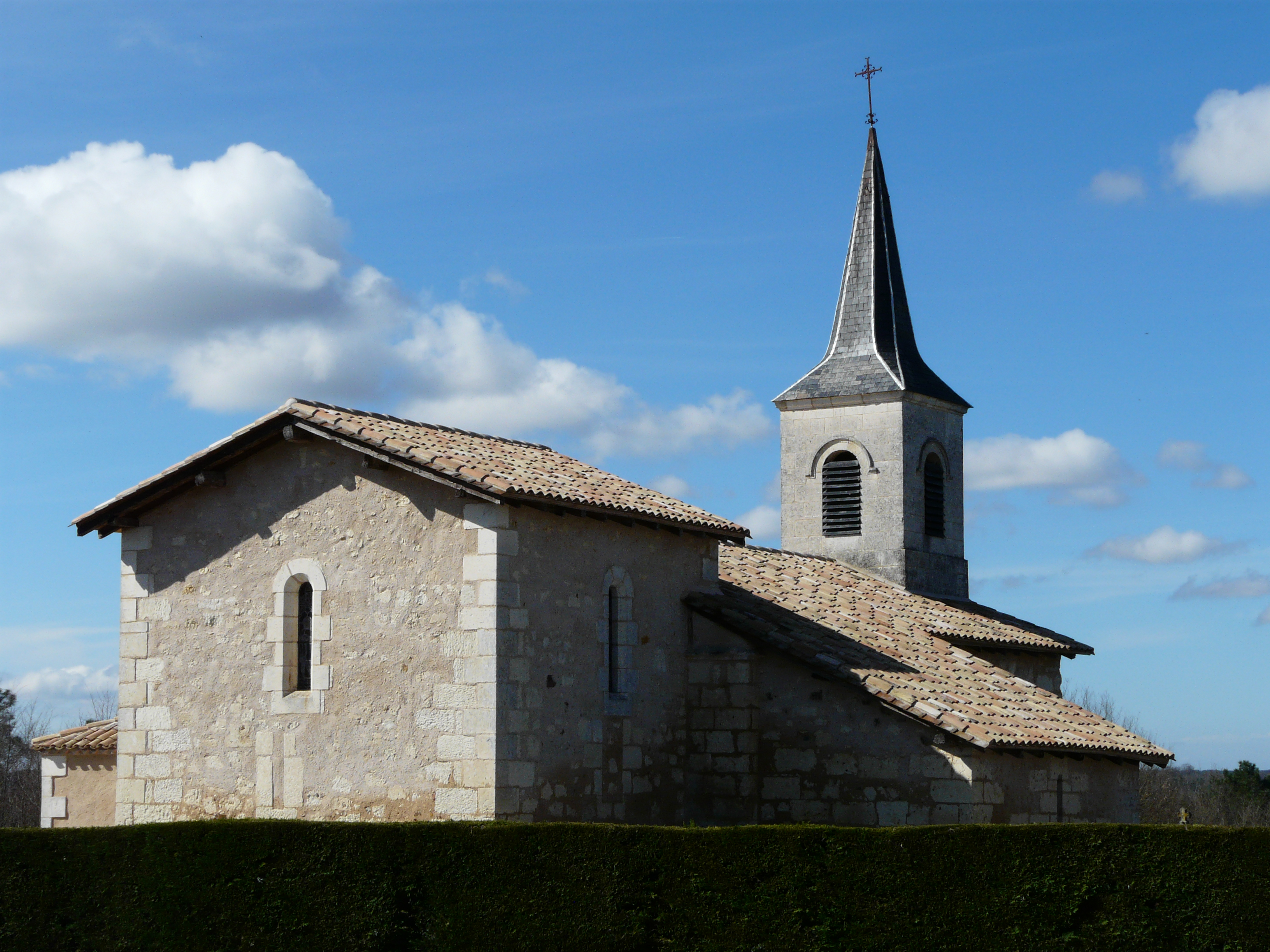
Kerk in Saint-Étienne-de-Puycorbier
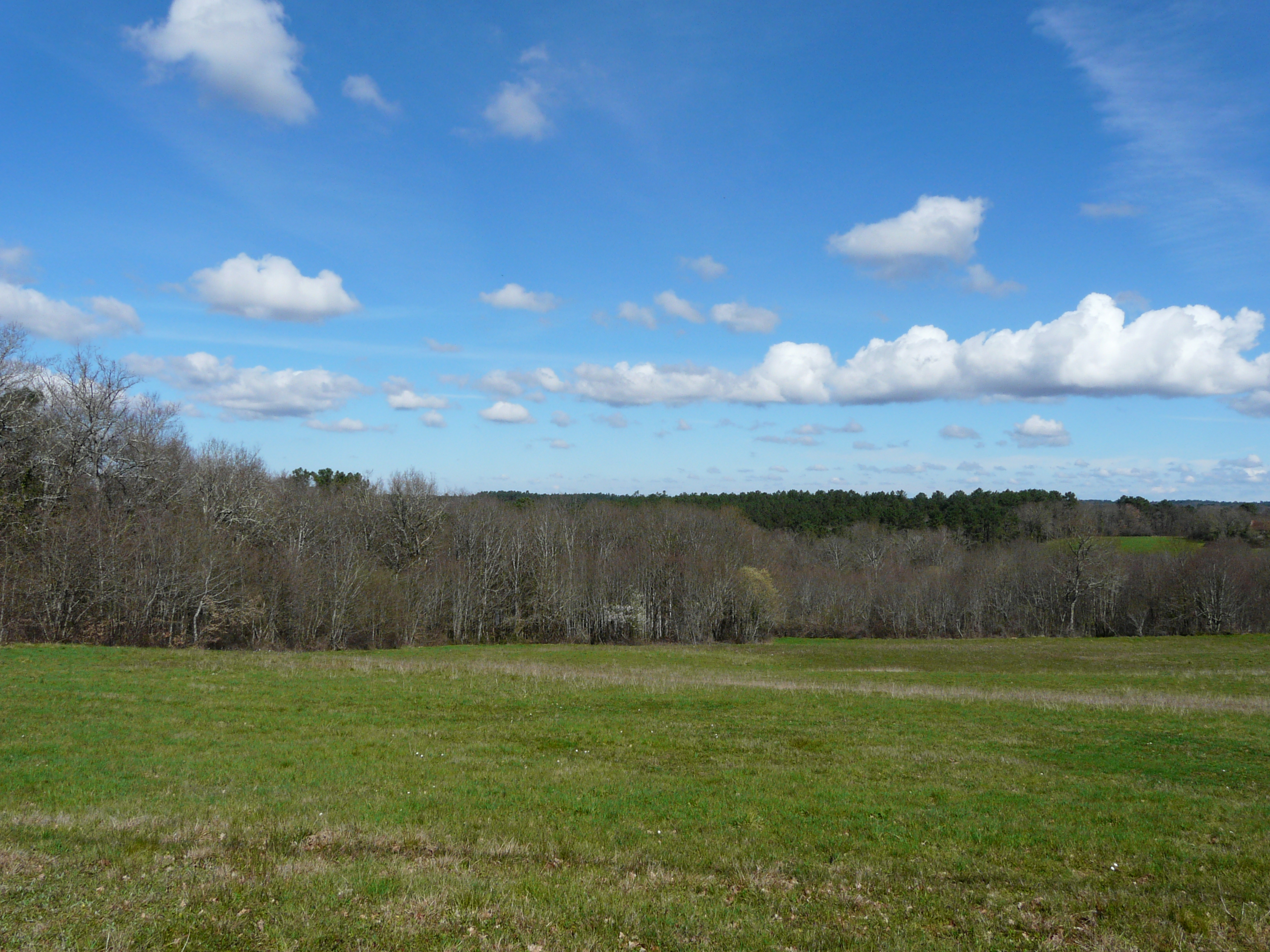
Forêt de la Double, ten noorden van Saint-Étienne-de-Puycorbier
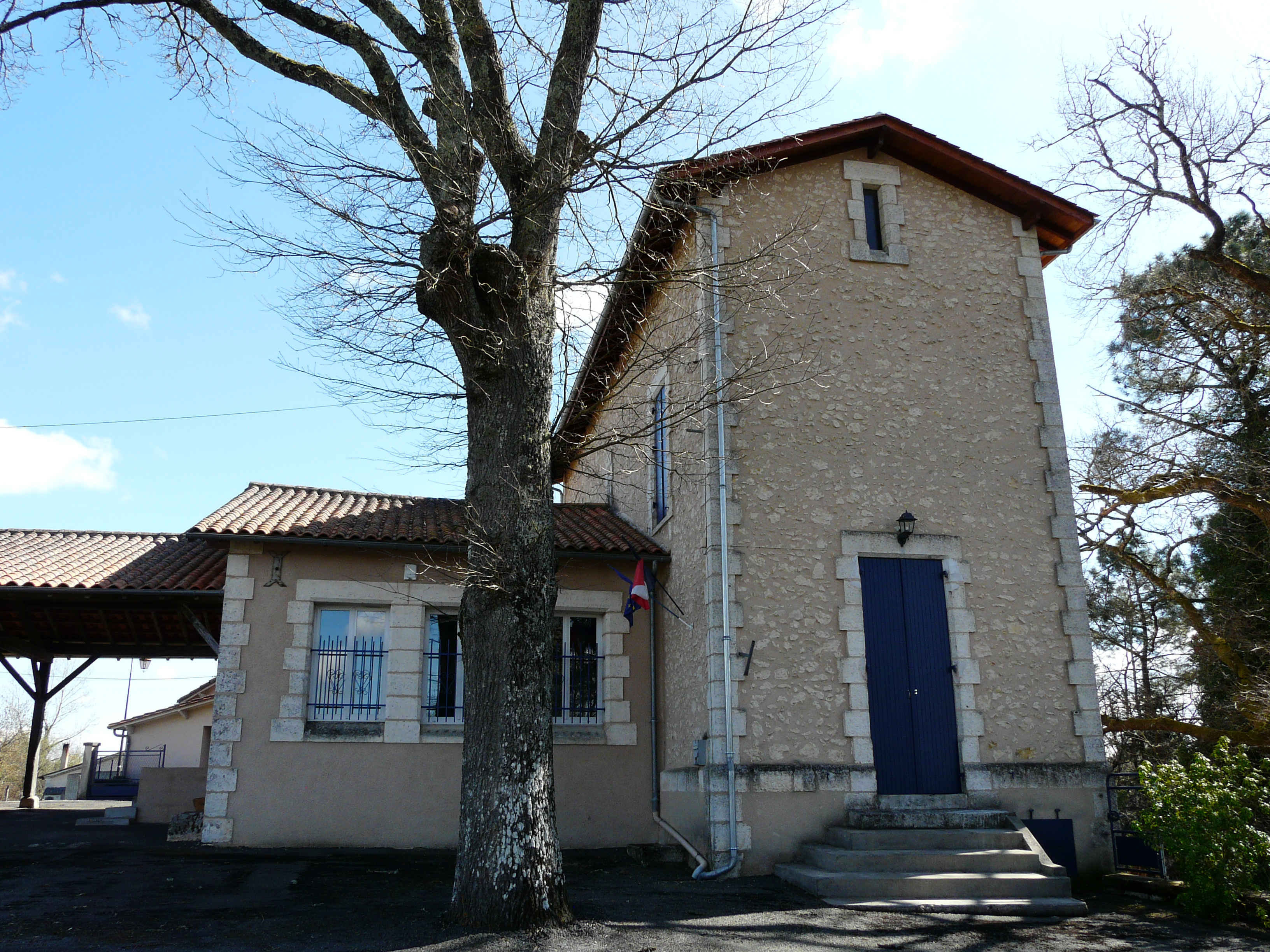
Gemeentehuis

## Geografie
De oppervlakte van Saint-Étienne-de-Puycorbier bedraagt 13,1 km², de bevolkingsdichtheid is dus 7,8 inwoners per km².
De onderstaande kaart toont de ligging van Saint-Étienne-de-Puycorbier met de belangrijkste infrastructuur en aangrenzende gemeenten.

## Demografie
Onderstaande figuur toont het verloop van het inwonertal (bron: INSEE-tellingen).